# Arbeitsgemeinschaft der Vaterländischen Kampfverbände
Die Arbeitsgemeinschaft der Vaterländischen Kampfverbände war ein Zusammenschluss diverser Vereine innerhalb der Ende des 19. Jahrhunderts entstandenen völkischen Bewegung.

## Gründung
Die Arbeitsgemeinschaft wurde am 4. Februar 1923 während der Ruhrkrise auf Initiative von Ernst Röhm gegründet.
Zu den führenden Organisationen der Arbeitsgemeinschaft zählten der Vaterländische Bezirksverein, der Bund Oberland, der Wehrverband Reichsflagge sowie die Sturmabteilung und der Kampfverband Niederbayern.

## Organisation
Initiator und treibende Kraft war Ernst Röhm, der angesichts der Ruhrbesatzung eine Konzentrierung der Machtmittel in Bayern für unabdingbar hielt.
Die Arbeitsgemeinschaft hatte mit allen Verbänden etwa 15.000 Mitglieder und wurde durch einen von der Mehrheit gewählten Ausschuss geleitet. Die Geschäftsführung übernahm der ehemalige bayerische Justizminister Christian Roth, die militärische Führung der frühere Stabschef der Einwohnerwehr Hermann Kriebel. Um auch öffentlich wahrgenommen zu werden, gab Wilhelm Weiß für die AG die Zeitschrift Heimatland heraus.

## Politik und Wirkung
Röhm verfasste Mitte Januar 1923 eine Denkschrift, in der er drei seiner Meinung nach dringend notwendige Maßnahmen gegen die belgisch-französische Besatzung im Ruhrgebiet erläuterte:
Erstens die Vorbereitung von Abwehrmaßnahmen und die Konzentrierung aller Machtmittel, zweitens die Klärung der inneren Verhältnisse in Deutschland und drittens die bewaffnete Auseinandersetzung mit Frankreich.
Er war sich bewusst, dass letzteres noch in weiter Ferne lag, sah den Kampf gegen Frankreich aber als endgültiges Ziel an.
Daraus folgend war es für Röhm ein wichtiges Anliegen, dass Adolf Hitler die zentrale Rolle in der politischen Führung der Arbeitsgemeinschaft übernahm.
Später sagte er dazu:

„Den Feinden der Arbeitsgemeinschaft kam es vor allem darauf an, den Einfluß Hitlers nicht zu groß werden zu lassen. Demgegenüber war mein Sinnen und Trachten allein darauf gerichtet, Hitler die diktatorische politische Führung und Kriebel die diktatorische militärische Führung zu verschaffen.“

Dies geschah vor allem aus der Überzeugung heraus, dass Hitler samt seiner Bewegung dafür sorgen könne, eine Abkehr von der verhassten Novemberrevolution zu gewährleisten.
Des Weiteren bat Röhm Hitler, die Ziele der Arbeitsgemeinschaft in der Öffentlichkeit genau zu definieren. Hitler nutzte das zum Anlass seine Reden und Ansichten in den folgenden Monaten weiter zu radikalisieren.

## Druck auf die Staatsregierung
Der Führungsausschuss machte von Anfang an klar, dass er sich einer Regierung nicht bedingungslos unterordnen werde. So hieß es in einer Mitteilung an den Ministerpräsidenten Eugen von Knilling, dass sie hinter jeder Staatsregierung stehen würden, „die entschlossen national ist und bleibt“. Schon hier wird deutlich, dass die Arbeitsgemeinschaft gegen eine Regierung, die in zu geringem Maße national auftrete, vorgehen werde. Um dem Schreiben Nachdruck zu verleihen, ließen Kriebel und Röhm am 25. März 3000 Mitglieder der Kampfverbände eine Feldübung durchführen und demonstrierten somit auch gleich ihre Kampfstärke.
Am 1. Mai 1923, dem Tag der Arbeit, fand die erste größere Aktion der Arbeitsgemeinschaft statt, sie forderten die bayerische Regierung dazu auf, die Demonstrationen der Roten zum 1. Mai zu verbieten.
Das Ultimatum wurde von der Regierung jedoch abgelehnt, was dazu führte, dass sich die Anhänger der Kampfverbände illegal Waffen besorgten.
Sowohl Polizei als auch Reichswehr duldeten jedoch keine Waffengewalt auf den Straßen und zwangen die Beteiligten, ihre Waffen zurückzugeben.

## Das Ende der Arbeitsgemeinschaft der Vaterländischen Kampfverbände
Am 1. und 2. September 1923 fand in Nürnberg der Deutsche Tag statt. Die Schätzungen der Teilnehmerzahl schwankten zwischen 40.000 und 100.000 Mann, mit dabei waren prominente Gäste wie Ludwig Ferdinand von Bayern, Hitler, Ludendorff, Pittinger und etliche weitere.
Auf einem Flugblatt forderten die Vaterländischen Kampfverbände zur Ablehnung des Versailler Vertrags, zum Kampf gegen den Kommunismus, die marxistische Bewegung und das Judentum auf.
Im Zuge der beiden Tage wurde aus der Arbeitsgemeinschaft der Vaterländischen Kampfverbände der Deutsche Kampfbund, bestehend aus einer Vereinigung von NSDAP, Bund Reichsflagge und dem Bund Oberland.